# Alexandrium
Az Alexandrium az Alveolata főtörzs és a Gonyaulacales rendjének egyik nemzetsége.

## Tudnivalók
Az Alexandrium-fajok tengeri páncélos ostorosok, melyek fontos táplálékforrását képezik a tengeri állatoknak; főleg a part mentieknek, például különböző kagylóknak és rákoknak. Azonban az úgynevezett „algavirágzások” idején, méreganyagokat termelnek, melyek általában nem ártanak a tengeri állatoknak, viszont, ha az ember ilyen kagylót vagy rákot fogyaszt, lebénulhat vagy akár meg is halhat.

## Rendszerezés
A nemzetségbe az alábbi 33 faj tartozik:
- Alexandrium acatenella (Whedon & Kofoid) Balech, 1985
- Alexandrium affine (H.Inoue & Y.Fukuyo) Balech, 1995
- Alexandrium andersonii Balech, 1990
- Alexandrium australiense Shauna Murray, 2014
- Alexandrium balechii (Steidinger) Balech, 1995
- Alexandrium camurascutulum MacKenzie & Todd, 2002
- Alexandrium catenella (Whedon & Kofoid) Balech, 1985
- Alexandrium cohorticula (Balech) Balech, 1985
- Alexandrium compressum (Y.Fukuyo, K.Yoshida & H.Inoue) Balech, 1995
- Alexandrium concavum (Gaarder) Balech, 1985
- Alexandrium depressum (K.R.Gaarder) Balech & Tangen, 1985
- Alexandrium foedum Balech, 1990
- Alexandrium fraterculus (Balech) Balech, 1985
- Alexandrium fundyense Balech, 1985
- Alexandrium gaarderae Nguyen-Ngoc & Larsen, 2004
- Alexandrium globosum Nguyen-Ngoc & Larsen, 2004
- Alexandrium hiranoi Kita & Fukuyo, 1988
- Alexandrium insuetum Balech, 1985
- Alexandrium kutnerae (Balech, 1979) Balech, 1985
- Alexandrium leei Balech, 1985
- Alexandrium margalefii Balech, 1994
- Alexandrium mediterraneum U.John, 2014
- Alexandrium minutum Halim, 1960
- Alexandrium monilatum (J.F.Howell) Balech, 1995
- Alexandrium ostenfeldii (Paulsen) Balech & Tangen, 1985
- Alexandrium pacificum R.W.Litaker, 2014
- Alexandrium pseudogonyaulax (Biecheler) Horiguchi ex Kita & Fukuyo, 1992
- Alexandrium satoanum K.Yuki & Y.Fukuyo, 1992
- Alexandrium tamarense (Lebour, 1925) Balech, 1995
- Alexandrium tamiyavanichii Balech, 1994
- Alexandrium tamutum M.Montresor, A.Beran & U.John, 2004
- Alexandrium taylori Balech, 1994
- Alexandrium tropicale Balech, 1985

### Fordítás
- Ez a szócikk részben vagy egészben  az   Alexandrium (genus) című angol Wikipédia-szócikk ezen változatának fordításán alapul.  Az eredeti cikk szerkesztőit annak laptörténete sorolja fel. Ez a jelzés csupán a megfogalmazás eredetét és a szerzői jogokat jelzi, nem szolgál a cikkben szereplő információk forrásmegjelöléseként.